# Das Gesetz und die Faust
Das Gesetz und die Faust (Originaltitel: Prawo i pięść, alternativ auch Das Recht und die Faust) ist ein polnischer Spielfilm der Regisseure Jerzy Hoffman und Edward Skórzewski aus dem Jahr 1964. Die deutsche Erstaufführung erfolgte am 15. März 1969 in der ARD.

## Kurzbeschreibung
1945 wird direkt nach Kriegsende in den ehemaligen deutschen Ostgebieten eine Gruppe polnischer Freiwilliger in eine von Deutschen verlassene Stadt entsandt, um Plünderungen zu verhindern. Dabei erweisen sich nahezu alle Mitglieder der Gruppe selbst als korrupte Plünderer, deren einziges Ziel persönliche Bereicherung ist. Ein zuletzt angeworbenes Mitglied, der sich im guten Glauben dem Team anschloss, versucht den Raubzug zu verhindern, was ihm auch gelingt.

## Handlung
Im Jahr 1945 werden Zigtausende von Polen aus den verlorenen polnischen Ostgebieten in die ehemaligen deutschen Ostgebiete umgesiedelt. Die Menschen irren ziellos umher. Auf einer Zwischenstation rettet der polnische ehemalige Widerstandskämpfer und Auschwitz-Häftling, Pädagoge Andrzej Kenig (gespielt von Gustav Holoubek), eine junge Frau vor Vergewaltigung durch marodierende Umsiedler. Daraufhin wird er von einem jungen polnischen Miliz-Soldaten zum örtlichen Verwalter der „Wiedererlangten Gebiete“ geschickt, wo er nach kurzem Gespräch einem ad hoc zusammengestellten, bewaffneten, sechsköpfigen Einsatztrupp zugewiesen wird, deren Hauptaufgabe es ist, das von Deutschen in der fiktiven Ortschaft Graustadt hinterlassenes Hab und Gut gegen Plünderungen als „Volkseigentum“ zu sichern. Kenig macht bei seinem Vorstellungsgespräch kein Geheimnis daraus, vorwiegend aus materiellen Beweggründen zu handeln. Zum Gruppenleiter wird ein Herr Mielecki ernannt, der sich mit einem Medizindoktor-Diplom ausweist.
In der verlassenen, gespenstisch wirkenden Graustadt trifft der Trupp zuerst auf vier junge polnische Frauen auf. Nach kurzer Überlegung lädt Mielecki die Frauen zum Verbleib ein, weist sie aber halb im Scherz auf die im Trupp herrschende militärische Disziplin hin. Tatsächlich wird im weiteren Verlauf wenigstens eine der Frauen brutal vergewaltigt.
Plötzlich ertönt aus Straßenmegaphonen eine Rede von Adolf Hitler, gefolgt vom Horst-Wessel-Lied. Kenig folgt den elektrischen Leitungen und findet ein inzwischen leeres Sendestudio; er zerstört die laufende Schallplatte. In einer Nebenstraße trifft Kenig auf einen zur Bewusstlosigkeit betrunkenen deutschen Hotelier, der die Schallplatte zuvor offensichtlich aufgelegt hatte. Von Mielecki verhört, erklärt der Deutsche, im Alkoholrausch die Evakuierung der Stadt verpasst zu haben. Mielecki gibt sich dem Hotelier gegenüber als „der neue Bürgermeister“ aus. Daraufhin wird er mit seinen Leuten vom Hotelier ehrenvoll und großzügig bewirtet.
Zwischendurch erscheint in Graustadt ein junger Kommissar der polnischen Bürgermiliz. Als Mielecki erfährt, dass der Funktionär in der Stadt einen Wachposten gründen soll und dass niemand mit seiner baldigen Rückkehr rechnet, lässt er den jungen Mann hinterhältig erschießen und seine Leiche in einem Keller zu verstecken.
Bald stellt Kenig fest, dass die Mitglieder des Trupps in Wirklichkeit selbst rücksichtslose Plünderer sind, die einen Raub im großen Stil vorbereiten und dabei mit äußerster Brutalität vorgehen. Der „Doktor“ Mielecki hat sein Diplom auf dem Schwarzmarkt gekauft und hat lediglich das Ziel, die Ausstattung des örtlichen Krankenhauses zu entfernen und zu verkaufen. Ein anderes Mitglied der Bande, der streng katholische Smółka, entdeckt zufällig in einem Keller umfangreiche Kunstschätze, zum Teil offensichtlich aus polnischen Museen geraubt. Er zeigt die Kunstwerke Kenig, welcher sie als unbezahlbar bezeichnet und den Smółka auffordert, die Behörden zu benachrichtigen, was dieser jedoch aus Habgier ablehnt. Nach kurzer Schlägerei offenbart Smółka Kenig die wahren Absichten seiner Kameraden. Smółka, von nun an von Schuldgefühlen geplagt, kehrt zu der Bande zurück und kritisiert lautstark das kriminelle Vorhaben. Mielecki lässt Smółka erschießen.
Kenig versucht, telefonisch Amtshilfe anzufordern. Der Versuch fliegt auf, Kenig wird aber nicht auf frischer Tat ertappt. Der Hotelier zeigt Kenig die Leiche des ermordeten Kommissars.
Kenig beschließt, die Plünderer auf eigene Faust zu stoppen. Er einigt sich scheinbar mit Mielecki und kündigt seine Zusammenarbeit beim Abtransport gegen einen hohen Anteil an. Am Tag, an dem die geraubten Gegenstände abtransportiert werden sollen, entführt Kenig einen der geraubten, bereits mit Diebesgut beladenen LKWs, und zerschießt die Reifen der anderen drei ebenfalls voll beladenen Lastwagen. In einem Showdown tötet Kenig fast alle Gegner bis auf Wróbel, wie er selbst ehemaligen KZ-Häftling, den er deswegen verschont und laufen lässt. Als schließlich die polnische Miliz in der Stadt ankommt und Kenig im Namen der neuen Regierung das Bürgermeisteramt anbietet, beschließt der Pädagoge, die Stadt zu verlassen. Er wird von einem Miliz-Funktionär in einem Geländewagen in Richtung Osten gefahren, entgegen dem ankommenden, endlosen Strom der Umsiedler, die Richtung Graustadt ziehen. Sowohl den Umsiedlern als auch Kenig steht eine ungewisse Zukunft bevor.

## Erzähltechnik und Filmsprache
Bis auf kurze Szenen am Anfang und am Ende spielt sich die Handlung in den wenigen Straßen und Innenräumen von Graustadt ab. Die zentrale Rolle spielt dabei der Markt (polnisch „Rynek“). Die Schwarzweiß-Aufnahmen betonen die düstere Stimmung der vom Krieg gezeichneten, menschenleeren Stadt. Die ungewöhnlich hohen und tiefen Kameraperspektiven unterstreichen die beklemmende Atmosphäre des „Niemandslandes“.
Die Narration verläuft linear, ohne Rückblenden und mit nur wenigen, sehr kurzen Nebensträngen. Die Personen sind vorwiegend mit nur wenigen Eigenschaften ausgestattet. Dies und die narrative Situation „Gutes gegen Böses“, in der ein Gerechter alleine gegen die ungerechte Mehrheit antreten muss, hat dem Film den Ruf eines „polnischen Westerns“ gebracht. Vorwiegend weist der Film jedoch Eigenschaften eines Film noir auf: die verfallene, verlassene Stadt mit engen Gassen, Bars und dunklen Gewölben als Labyrinth-Metapher, die Low-Key-Beleuchtung, die extremen Schrägsichten der Kamera. der Zuschauer erfährt kaum bis gar nichts von der Vergangenheit und Herkunft der jeweiligen Personen; die einzigen sicheren „Ausweise“ scheinen die tätowierten Nummern der ehemaligen KZ-Häftlinge zu sein (was den damaligen Realien weitestgehend entspricht).

## Drehort
Als Kulisse für das fiktive „Graustadt“ diente die historische Altstadt von Toruń. Die Bausubstanz der Altstadt befand sich 1964 in einem sanierungsbedürftigen Zustand, so dass für Außenaufnahmen nur wenige bühnenbildnerische Arbeiten nötig waren. Im Jahr 2008 wurde auf dem Platz Nowy Rynek (Neumarkt), dem Mittelpunkt aller Handlungen im Film, eine Bronzeplastik aufgestellt, die an die Dreharbeiten erinnert.

## Soundtrack
Der von Krzysztof Komeda komponierte Soundtrack hat den Film entscheidend geprägt. Die Musik funktioniert längst unabhängig von dem Film und bewegt sich zwischen Ballade und experimentellem Free-Jazz. Die von Edmund Fetting gesungene Titelballade „Nim wstanie dzień“ (Deutsch: „Bevor der Tag anbricht“) gehört in Polen zum allgemein bekannten Kulturgut und wurde mehrfach gecovert. Der Liedtext von Agnieszka Osiecka erzählt von Hoffnungen auf eine bessere, friedliche Welt nach den Schrecken und Wirren des Krieges.

## „Zwischen den Zeilen“
Der Film spricht das zum Zeitpunkt seiner Entstehung durch die kommunistische Zensur faktisch tabuisierte Thema der Vertreibung der deutschen Bevölkerung nach dem Zweiten Weltkrieg und der Umsiedlung der Polen aus den durch die UdSSR einverleibten polnischen Ostgebieten in die nun neuen polnischen Westgebiete an. Um die Zensur zu umgehen, wurde das Thema äußerst vorsichtig und vorwiegend mit Anspielungen behandelt. So sei die zivile Bevölkerung von Graustadt nach Worten des Regierungsvertreters „wahrscheinlich durch die zurückziehende Wehrmacht evakuiert“ worden. Der einzige im Film auftretende Deutsche, der Hotelier, widerspricht dem in den 1960er Jahren in Polen gängigen Klischee eines blind Befehle ausführenden, zwar gebildeten, aber gefühllosen bis bestialischen Deutschen; der Maitre d’hôtel ist stattdessen eine tragikomische, durch seine Verlorenheit und Charakterschwäche eher sympathische Figur, die im Verlauf der Handlung zudem noch einen positiven Sinneswandel durchläuft. Die Vergewaltigungen an den Frauen werden stets am Rande des Geschehens diskret und euphemistisch dargestellt. Auch sonst ist die Ellipse ein im gesamten Film häufig eingesetztes Stilmittel.

## Kritik
Das Lexikon des internationalen Films sah die grotesk-satirische Note des Filmes durch den Einsatz von Versatzstücken des Westerns und des Gangsterfilmes bedingt und resümierte: „Eine bitterböse Attacke auf Korruption und Opportunismus, angesiedelt in einer bewußt zeitlos gehaltenen Umgebung, so daß die Kritik auf Zustände im modernen Polen übertragbar wird“. Der Film mache Cowboys zu antifaschistischen Widerstandskämpfern, um das zu der Zeit in den Staaten des Warschauer Paktes als „gefallen und schändlich“ eingestufte Genre zu umgehen, so Christoph Huber.